# O’Neil Cottage-i béke
Az első búr háborút lezáró O’Neil Cottage-i béke 1881. március 23-án született meg, hosszas csatározások után. 
A William Gladstone vezette brit kormány, rájött hogy a háborút csak nagyon költségesen, még több csapat Afrikába való szállítása esetén nyerhetik meg, ezért megállapodtak a búr háború azonnali befejezéséről.
Utasítások szerint a brit kormány képviseletében, Sir Evelyn Wood (az elhunyt Sir George Pomeroy Colley tábornok utódja) aláírta a fegyverszünetet. Majd a békeszerződést O’Neil Cottage-ben március 6-án Paul Krugerrel is aláíratták. Egy március 23-án kelt jegyzékben pedig a britek elismerték Transvaal részleges függetlenségét és kisebb kárpótlást is küldtek a búroknak, akik pedig a királynő névleges szabályait fogadták el.